# تنها در خانه (فیلم ۲۰۲۱)
تنها در خانه دوست داشتنی یا تنها در خانه ۶ (به انگلیسی: Home Sweet Home Alone) یک فیلم کمدی و کودکان آمریکایی محصول سال ۲۰۲۱ به کارگردانی دن مازر با فیلمنامه‌ای از مایکی دی و استریتر سیدل است. این ششمین قسمت از سری فیلم‌های تنها در خانه محسوب می‌شود، و یک نسخه مجدد از فیلم اصلی سال ۱۹۹۰ خواهد بود. این پروژه به عنوان یک فیلم انحصاری دیزنی پلاس تولید شده‌است.

## داستان
مکس، پسربچه ۱۰ ساله‌‌ای است که به طور تصادفی از سفر خانواده‌ خود به توکیو در تعطیلات سال نو جا مانده و باید چند روزی را تنها به سر کند. مکس در ابتدا از اینکه کل خانه را در اختیار خود دارد خوشحال می‌شود اما طولی نمی‌کشد که دزدها تصمیم به سرقت خانه‌ خالی خانواده‌ مکس می‌گیرند و حالا او باید نقشه‌ای را برای جلوگیری از ورود آن‌ها به خانه ترتیب دهد.

## انتشار فیلم
این فیلم در ۱۲ نوامبر ۲۰۲۱ اکران شد و بازخوردهای کلی آن منفی بود.

## فیلم‌برداری
فیلم‌برداری اصلی در فوریه سال ۲۰۲۰، در کانادا آغاز شد. در مارس همان سال، به دلیل دنیاگیری کووید-۱۹ و محدودیت‌های صنعت در سراسر جهان، فیلم‌برداری متوقف شد. در نوامبر سال ۲۰۲۰، دیزنی اعلام کرد که تمام فیلم‌های خود که توسط ویروس کرونا به تعویق افتاده بود، فیلم‌برداری را از سر گرفتند و در برخی موارد فیلم‌برداری اصلی را به پایان رساندند.